# Елмо Лінкольн
Отто Елмо Лінкенхелт (англ. Otto Elmo Linkenhelt; 6 лютого 1889 — 27 червня 1952) — американський актор.

## Біографія
Отто Елмо Лінкенхелт відомий як виконавець ролі дорослого Тарзана в німому фільмі 1918 «Тарзан, приймака мавп» (Гордон Гріффіт виконав роль Тарзана в дитинстві), першому фільмі з серії про Тарзана. Він зіграв роль Тарзана ще двічі — у фільмах «Любов Тарзана» (також 1918) і «Пригоди Тарзана» (1921). Також Лінкольн знявся у фільмі Девіда Уорка Гріффіта «Народження нації», в якому він зіграв епізодичну роль.
Після завершення ери німого фільму Елмо виїхав з Голлівуду і спробував свої сили в гірській промисловості. В кінці 1930-х він повернувся в кіноіндустрію, найчастіше знімаючись в масовках. Так він з'явився (без вказівки в титрах), в двох фільмах про Тарзана в 1940-х роках — як різноробочий цирку в «Пригоді Тарзана в Нью-Йорку» (1942), і як рибалка, який чинить мережу в фільмі «Чарівний фонтан Тарзана» (1949).
Його останньою роботою в кіно була невелика роль (не зазначена в титрах) у фільмі «Керрі» з Лоренсом Олів'є в головній ролі.
Лінкольн помер від серцевого нападу в 1952, у віці 63, і був похований на голлівудському кладовищі Hollywood Forever.
Його внесок в американську кіноіндустрію відзначений зіркою (Голлівудський бульвар, 7042) на голлівудській «Алеї слави».
У 2001 його дочка Марка Лінкольн Рудольф розповіла його історію в своїй книзі «Мій батько, Елмо Лінкольн: Справжній Тарзан».